# Makyō
Makyō (魔境) è un termine proprio della pratica buddista zen. 魔 ("Ma") significa "demonio" o "magia", mentre 境 ("kyo") prende il significato di "mondo reale". Trattasi di una sorta di trance caratterizzata da fenomeni allucinatori, considerato come una sorta di pseudo-Satori, condizione spirituale che rimanda allo pseudo-nirvana buddista descritto nel Visuddhimagga. Tale fenomeno può intercorrere durante una meditazione molto intensa.